# Микрочип (Marvel Comics)
Микрочип (англ. Microchip), также иногда называемый Микро (англ. Micro), настоящее имя Дэвид Лайнус Либерман (англ. David Linus Lieberman) — персонаж, появляющийся в комиксах издательства Marvel Comics. Он был союзником Карателя в течение многих лет и помогал Карателю, создавая оружие, поставляя технологии и являлся его другом. В более поздних публикациях Микрочип постепенно трансформировался из друга Карателя в его заклятого врага.

## История публикации
Микрочип впервые появился в The Punisher Vol. 2 #4 и был создан Майком Бароном и Клаус Янсоном.

## Биография
Дэвид Линус Микрочип Либерман был легендарным компьютерным хакером на заре времен хакерского дела, проворачивая многочисленные мошеннические схемы и взломы, которые все ещё внушают трепет сегодня, пока одна махинация не приблизила его к преступникам в реальном мире, заставив его пойти «на пенсию» под видом «тихого скромного бизнесмена». Это закончилось, когда его племянник, пытаясь следовать по стопам своего любимого дяди, был пойман и убит после случайного взлома личных компьютеров Кингпина. Либерман, лично расследуя убийство племянника, встретился и начал сотрудничать с Карателем. Помощь Микрочипа оказалась бесценной для Фрэнка; он выступал не просто как хакер, но и как кибер-следователь. Микро также помог Каслу отмывать финансы (то есть деньги, которые Касл берет у преступников, которых он убивает); настраивать и оснащать кают-отель; обучать Касла более «специализированным» навыкам для его войны с преступностью; И получать труднодоступные боеприпасы и снаряжение. Менее одержимый личной войной Касла, Микрочип выступает в роли де-факто консультанта Каслу (например, поощряя Касла брать случайные каникулы и перерывы, чтобы избежать перегорания или потери сознания).
С течением времени, показана его прошлая история. Его отец был вынужден создать оружие против его воли задолго до рождения Микрочипа; в тот же время он упоминает его сестру-счастливую домохозяйку в ft. Lauderdale. У Микро есть незаконнорожденный сын по имени Луи Фрохике, который был убит, пытаясь помочь Фрэнку Каслу в ситуации с заложниками.
Микро способен сражаться самостоятельно, например, когда он взял кольцо убийства, угрожающее семье его крестника. Он также принимает менее насильственные преступления. Когда он обнаруживает, что его нового соседа обманывает «благотворительность», он уничтожает его изнутри, а не путем насилия, а с помощью компьютерной хитрости, отправив запись планов администратора поклонникам музыки йодлинга.
Несмотря на все, он всегда считал проблемой свой вес. В какой-то момент он подписывает себя в «толстый лагерь», хотя это происходит неожиданно, поскольку оказывается, что администраторы имеют дело со скоростью.
Микро теряет свой левый мизинец, когда Кингпин отправляет его Фрэнку, пытаясь его шантажировать. Он освобождается из плена Кингпина, когда условия сделки (Фрэнк, убивает соперника гангстера) выполнено.
В запущеном в 1992 году спин-оффе про Карателя под названием The Punisher War Zone, написанном Чаком Диксоном и нарисованном Джоном Ромита-младшим, первые выпуски показывали поведение Микро, где Линус пошел к психиатру и занялся актерством В театре как частью терапии. После того, как Касл обнаруживает это, у них возникают разногласия, и Микро уходит в подполье, работая барменом.
Микрочип заводит дружбу с Микки Фондоззи, солдатом Мафии, которого Фрэнк вербует на свою сторону. Оба работают вместе над такими операциями, как проникновение в Тайную Империю, многогранную преступную организацию.
После смерти Карателя во время нападения на преступную сходку, Микрочип и Микки оказываются буквально на улице, их машина окружена полицией. Когда Микрочип отказывается уничтожать транспортное средство, поскольку это убило бы невинных полицейских, Микки оставляет его.
Касл и Микро сходятся в последнем противостоянии незадолго до отмены всех трех главных тайтлов Punisher в 1995 году. Это противостояние подходит к концу в заключительных номерах The Punisher War Journal. Микро не согласен с методами Фрэнка, чувствуя, что он предал свои идеалы и перешел границу. Вскоре после этого, Микро затем пытается заменить Касла новым «Карателем», бывшим военно-морским пехотинцем Карлосом Крусом. Микро и Касл встречаются лицом к лицу в одном из убежищ Микро в том, что, по-видимому, является финальной конфронтацией. Между двумя бывшими партнерами происходит перестрелка, которую прерывает изгой Щ. И. Та. Агент Дерек «Колдстоун» Смолс. Смоллс пускает ракету в дом, убивая Микрочипа. Касл движется дальше, неуверенный, что он бы действительно убил Микрочипа.
Во время Dark Reign Капюшон возвращает Микрочипа из мертвых и предлагает вернуть сына к жизни, если он поможет в борьбе с Карателем. Микрочип посылает Мегатака для атаки на хакера союзника Карателя Генри. Чтобы начать ритуал возрождения семьи Касла и Микрочипа, Микрочип стреляет Г. В. Бриглу в голову. К сожалению Каратель отказывается помочь и угрожает сжечь их заживо. Смерть Бригла реанимирует трупы. Каратель заставляет Смутьяна уничтожать тела, а затем убивает злодея.
В мини-серии Punisher: In the Blood, Каратель возвращается в Нью-Йорк и клянется найти Микрочипа и заставить его заплатить за убийство Г. В. Бригла. Микрочип сознается Джигсо. В то время как Микрочип в находится в плену у Джигсо, его посещает Стюарт Кларк, который является Карателю старым союзником. Стюарт объясняет, что его подруга была убита Карателем и отомстить, но его месть не удалась. Стюарт уходит и говорит Микро, что Каратель идет. Когда Каратель попадает в плен, Джигсо позволяет ему убить Микрочипа, вскрыв ему горло. Сын Джигсо Генри Руссо узнал, что его отец манипулировал Карателем и помогает ему бежать.

## Другие версии

### Кроссоверы
Микрочип сопровождает Карателя в Ривердейле в Archie Meets the Punisher, и в Готэм-Сити в Punisher and Batman; в последнем случае он одержал верх над Робином в «Хакерской дуэли».

### Marvel MAX
Во вселенной Punisher: MAX, Микрочип считался мёртвым в течение некоторого времени. Тем не менее, он вернулся, чтобы попытаться заставить Касла работать на ЦРУ, для тайных операций по охоте на террористов. Каратель отказывается, поскольку предпочитает собственную независимость договорной службе такому общественному институту, как правительство. Микрочип сознается Каслу, что источник финансирования операции происходит от ЦРУ, которое поставляло героин и оружие из Афганистана. Касл дает Микро шанс который он не давал своим жертвам, после того как стал Карателем: шанс сбежать. Микрочип отказывается, обязываясь помочь Каслу в перестрелке между ЦРУ и Мафией. Получив во время перестрелки серьёзное ранение, Микро снова пытается переубедить Касла, но он тот ответил ему выстрелом дробовика в голову, в упор.

### Punisher kills the Marvel Universe
Микрочип бывший военнослужащий ВВС США, который был «выкинут» после того, как Доктор Осьминог вырвал ему ноги, сотрудничает с Карателем Кессельрингом, сверхчеловеческим мультипликатором-миллионером, который убедил Карателя убить всех Мировых героев и злодеев. Прежде чем отправиться следом за своей последней целью, Сорвиголовой, Каратель говорит Микрочипу: Последнее убийство, Микро, ты далеко. Не оглядывайся назад. У тебя есть какой-то смысл, ты найдешь что-то ещё с этим мозгом. Что-то стоящее, черт возьми. Ответ Микрочипа — невозмутимый ответ: «Ты хочешь, чтобы я получил жизнь?»

### Space: Punisher
Микрочип эквивалентен Чипу, роботу Карателя, построенному, чтобы помочь ему в его вендетте против Руки. Когда Каратель сталкивается с группой наблюдателей-отступников, настоящих воинов Руки, существа уничтожают Чипа, хотя Каратель может убежать с отрубленной головой своего собеседника, лицо которого, как он показал, смоделировано после его Убитого сына.

### What If? Age of Ultron
События What If: Age of Ultron заставляли Тора одной вселенной падать замертво, сражаясь с Змеем Мидгардом, который убил остальную часть сверхдержав людей со всего мира с помощью других Асгардов. Микрочип появляется в качестве члена Защитников Ника Фьюри, группы, состоящей из оставшихся без энергии героев Земли, которые скрылись в замке Касла в Латверии. После заполнения Куинджета всем, что было в арсенале Доктора Дума, Микрочип и другие Защитники, без Фьюри и Чёрной Вдовы, жертвуют собой в нападении как камикадзе на Змею Мидгард, давая Чёрной Вдове возможность приобрести Мьёльнир и стать новым Тором, и убить Змея.

## Вне комиксов

### Телевидение
- Микрочип появился с Карателем в мультсериале Человек-паук, где его озвучил Роберт Аксельрод. Его прозвище было Чип, а не Микро, и он действовал как совесть Фрэнка, убеждая его использовать нелетальное оружие.[28][29][30]
- В телесериале ABC «Агенты Щ. И.Т.» Скай говорит, что знает приятеля из группы Прилив под ником Микро.
- Отсылка на Микрочипа присутствует в телесериале от Netflix «Сорвиголова». В серии «Холодный день в Адской кухне», Каратель забирает ранее спрятанный компакт-диск со словом MICRO, написанном на нём, прежде чем его дом сгорает.
- Микрочип появился в первом сезоне телесериала «Каратель», где его играет Эбон Мосс-Бакрак[31]. Микро женат на женщине по имени Сара и имеет с ней двоих детей: сына Зака и дочь Лео. Он был аналитиком АНБ, пока однажды не получил видео о солдатах в незаконно санкционированном отряде убийц под названием «Операция: Цербер», в котором изображена команда солдат, пытавшая невиновного офицера афганской национальной полиции по имени Ахмед Зубаир, который Фрэнк вынужден был застрелить в лицо по приказу своего начальника Роулинса. Микро решает отправить файл детективу Дине Мадани (которая ранее была напарницей Зубаира), но она его теряет. Поначалу Роулинс решает, что источником утечки был Фрэнк, и в отместку организует убийство его самого и его семьи; позже он всё-таки узнает о Микро, и старший офицер Карсон Вульф и команда SWAT пытаются убить Микро. Микро выживает из-за того, что пуля Вульфа была остановлена сотовым телефоном в левом кармане Микро. Впоследствии Микро уходит в подполье[32]. В итоге  оннаходит Фрэнка, стремящегося получить ответы на файл, а также воссоединяетсч со своей семьей. Фрэнк и Микро вступают в рабочее партнёрство, а Микро работает как «человек в кресле» Фрэнка. Однако их отношения показаны здесь более натянутыми, чем в комиксах. В конце сезона Фрэнк помогает Микро и его семье скрыться, позволяя вернуться к нормальной жизни.

### Фильм
- Микрочип был включен в один из ранних проектов Майкла Франса фильма «Каратель».[33] Персонаж был вырезан из фильма по настоянию режиссёра и соавтора сценария Джонатана Хенсли, который не любил Микро.[34]
- Микрочип появился в другом фильме Каратель: Территория войны, где его сыграл Уэйн Найт. Образ персонажа соответствует комиксам. Когда Джигсо и его брат Луни Бин Джим узнают про Микрочипа, они убивают его нетрудоспособную мать, похищают его самого и дают Карателю выбор: либо убить Микрочипа или Анджелу Донателли и её дочь Грейс (которых они также похитили), либо они сами убьют всех троих.[35] Микро отважно вызывается добровольно стать жертвой, но Фрэнк вместо этого убивает Луни Бин Джима, за что Джигсо убивает Микро. Каратель быстро мстит за друга.

### Видеоигры
- В игре 1990 года Punisher для DOS.[36]
- Микрочип появляется на экране и далее в аркадной игре 1993 года Punisher, давая Карателю Сердечно-лёгочную реанимацию.[37]
- Микрочип показан в игре 2000 года Spider-Man, озвученн Кристофером Кори Смитом. Его можно услышать, беседуя с Карателем через радио.[38]
- Микрочип является играбельным персонажем в игре The Punisher: No Mercy, выпущенной в 2009 году на PlayStation Network.[39]
- Микрочип является драйвером[что?] Карателя в онлайн игре 2012 года: Marvel: Avengers Alliance.[40]